# Ferrský poledník

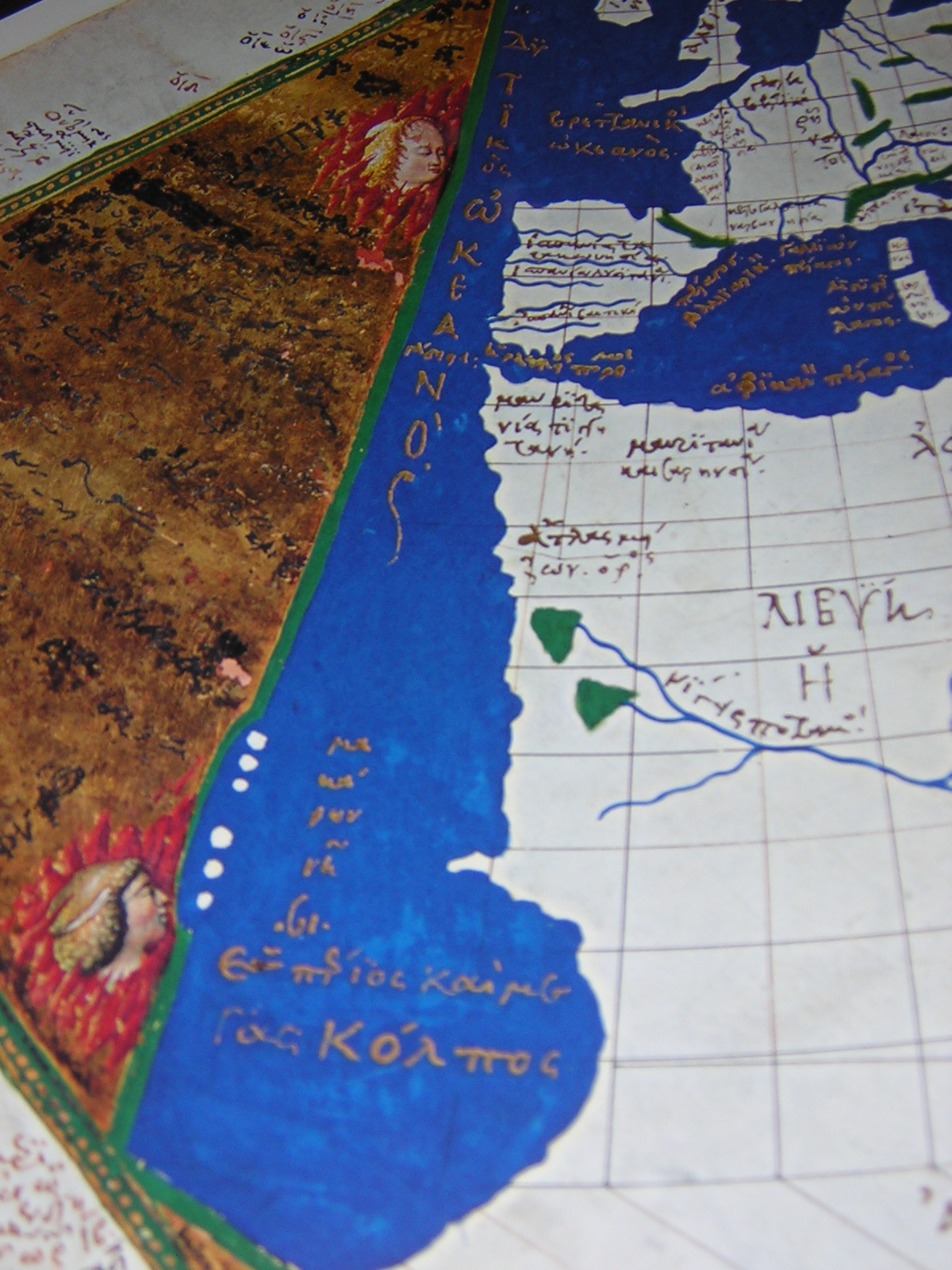
Západní pobřeží Atlantiku s Kanárskými ostrovy na ptolemaiovské mapě překreslené Giovannim Rhosem kolem roku 1454

Ferrský poledník je historický nultý poledník, který je definován podle ostrova El Hierro (Ferro), nejzápadnějšího z Kanárských  ostrovů.

## Historie
Ostrov El Hierro byl po dlouhou dobu středomořskými plavci považován za západní konec světa. Takto ho prokazatelně poprvé definoval Marinos z Tyru koncem druhého století př. n. l. Jeho následník, Klaudios Ptolemaios, umístil ve svém díle Geografiké hyfégésis (Γεωγραφικὴ Ὑφήγησις) referenční bod na Ostrovy Štěstěny (Islae Fortunatae), tudíž se jeho výpočty zeměpisných délek tehdy známého světa mohly provádět výhradně s kladnými čísly. Pro evropské geografy zůstala jeho práce fundamentální do doby velkých zámořských objevů v 15. a 16. století.

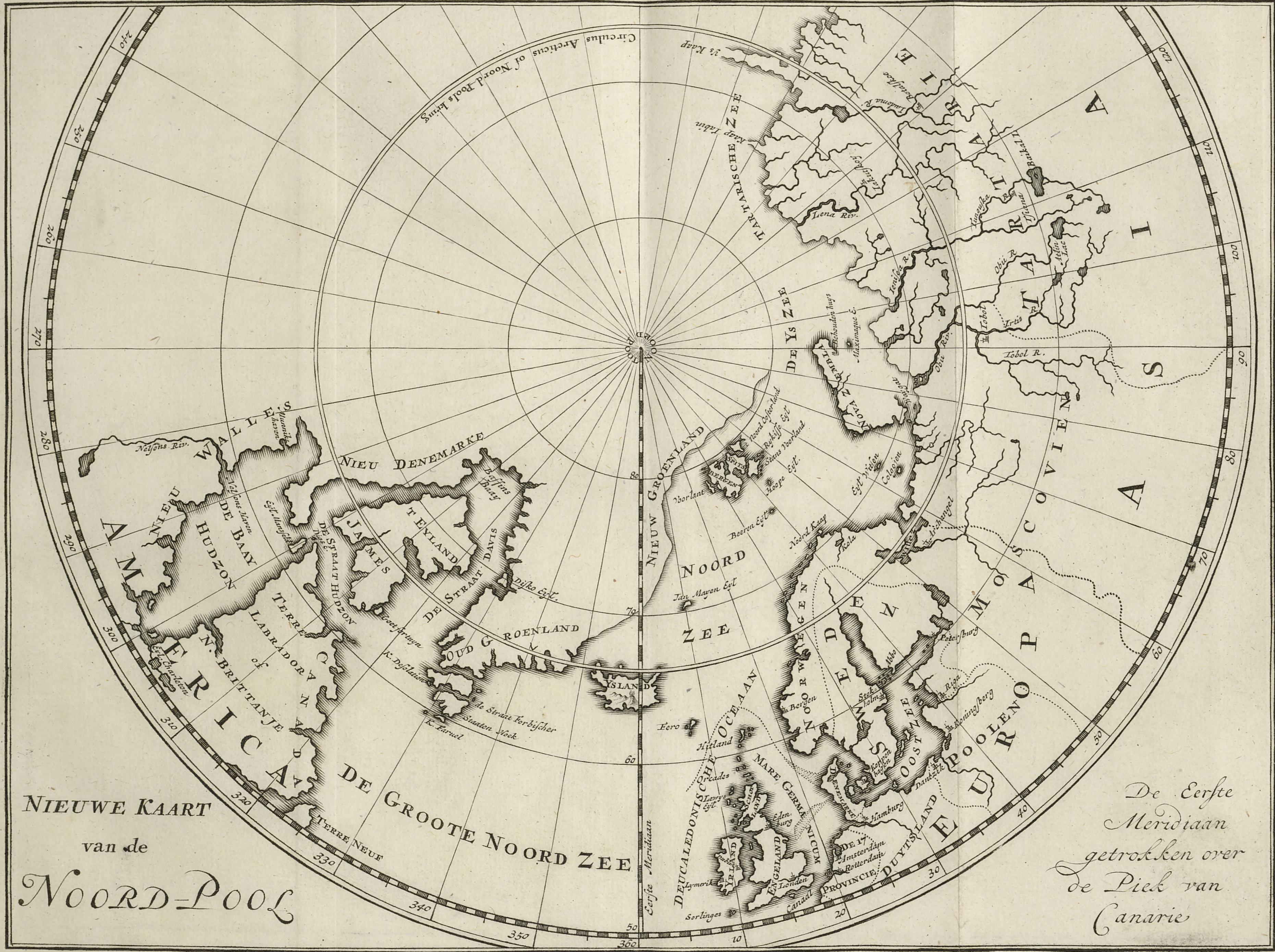
Nizozemská mapa severního pólu s jasně vyznačeným ferrským poledníkem (kolem roku 1720)

Se znovuobjevením Kanárských ostrovů ve 14. století a nástupem renesance se Ptolemaiova definice odrazila ve snahách umístit nultý  poledník na ostrov Ferro. Skutečnost, že každá z evropských mocností si vybrala vlastní nultý poledník (Portugalsko – ostrov Terceira, Španělsko – Toledo, Nizozemí – Tenerife atd.), vedla k tomu, že francouzský král Ludvík XIII. svolal v roce 1634 nejvýznamnější evropské geografy a astronomy. Ti se shodli, že umístění nultého poledníku na ostrov Ferro zachovává výhodu kladných čísel pro poledníky Starého světa. Konkurenční, západnější ostrov Flores, měl nevýhodu, že nepanovala shoda, zda jsou Azory, kde leží, součástí Nového, či Starého světa. Následně Ludvík XIII. přikázal, aby všechny mapy a glóbusy vyhotovené ve Francii respektovaly tuto dohodu. Přestože se královská direktiva týkala pouze Francie, byla respektována až do počátku 19. století většinou evropských geografů s výjimkou britských. Revoluční Francie výnos v roce 1792 zrušila a ferrský poledník nahradila pařížským.

## Použití dnes
Ferrský poledník postupně ztrácel na významu, zprvu byl nahrazován pařížským a později greenwichským, který byl stanoven jako referenční na Mezinárodní meridiánové konferenci ve Washingtonu v říjnu 1884. Přesto však zůstal v některých zemích základem pro geodetické sítě – v Německu (do roku 1923), v Rakousku (do roku 2000) a Československu (Křovákovo zobrazení).

## Definice
Stanovení ferrského poledníku bylo od počátku zatíženo chybami. Ptolemaios určil délku Středozemního moře až 62°, Gerhard Mercator v roce 1554 stanovil 52°, přičemž správná hodnota je 42°. 
Definice z roku 1634 stanovila ferrský poledník 20° západně od pařížského poledníku, aniž by polohu ostrova změřila. Ve skutečnosti se ostrov rozkládá mezi 19° 73′ 67″ a 20° 29′ 53″ západně od pařížského poledníku, který leží 2° 20′ 14" východně od Greenwiche. Takže ferrský poledník (17° 39′ 46") prochází mimo ostrov východně od jeho pobřeží.
Kolem roku 1890 změřil německý geodet Carl Theodor Albrecht, že ferrský poledník má polohu 17° 39' 46,02" západní délky. Při stanovování geodetické sítě byla ve dvacátých letech v Německu, Rakousku a Československu použita hodnota 17° 40' jednak z praktických důvodů, jednak kvůli tomu, že byla zjištěna chyba (13,39") v zaměření základního bodu v Berlíně (Rauenberg), zatímco Maďarsko a Jugoslávie použily Albrechtovu hodnotu.